# Episodi di Upload (terza stagione)
La terza stagione della serie televisiva Upload, composta da 8 episodi, è stata distribuita dal 20 ottobre 2023 al 10 novembre 2023, dal servizio di streaming on-demand Prime Video.
| n° | Titolo originale   | Titolo italiano           | Pubblicazione    |
| -- | ------------------ | ------------------------- | ---------------- |
| 1  | Ticking Clock      | Il tempo scorre           | 20 ottobre 2023  |
| 2  | Strawberry         | Fragola                   | 20 ottobre 2023  |
| 3  | Cyber Discount Day | Giorno del Cybersconto    | 27 ottobre 2023  |
| 4  | Download Doctor    | Dottor Download           | 27 ottobre 2023  |
| 5  | Rescue Mission     | Operazione di salvataggio | 3 novembre 2023  |
| 6  | Memory Crackers    | Furti di memoria          | 3 novembre 2023  |
| 7  | Upload Day         | Il giorno dell'Upload     | 10 novembre 2023 |
| 8  | Flesh and Blood    | In carne e ossa           | 10 novembre 2023 |

## Il tempo scorre
- Titolo originale: Ticking Clock
- Diretto da: Jeffrey Blitz
- Scritto da: Greg Daniels, Izzy Kadish e Marcelina Chavira

### Trama
Nathan si sta riadattando alla vita, anche se tra un paio di giorni al massimo dovrà fare ritorno a Lake View perché prima o poi la sua testa potrebbe esplodere. Lui e Nora si introducono nella sede della Freeyond, scoprendo che i server su cui è caricato il codice sorgente si trovano in New Jersey. Inoltre, assistono a una riunione tra Choak e i presidenti di diverse società, disposti a tutto pur di difendere gli upload massivi gratuiti in pieno corso di svolgimento. Matteo ordina a Nathan di recarsi in New Jersey con Ivan, mentre invece lui e Nora resteranno in città a tenere sott'occhio la situazione. Nel frattempo, Tinsley carica un clone di Nathan a Lake View, affinché nessuno sospetti della sua assenza.
Arrivato in New Jersey, Nathan si accorge che stranamente risulta attivo un solo server su cui è registrato un video-messaggio della Freeyond, dove la società prende le distanze dagli effetti deleteri degli upload massivi che non stanno funzionando, attribuendone la responsabilità ai luddisti. Essendo in atto una vera e propria strage di povere persone attirate dalla possibilità di un upload gratuito, Nathan diffonde immediatamente il video-messaggio, affinché la gente cominci a tirarsi indietro prima che sia troppo tardi. Tra i salvati c'è anche Viv, la quale fa appena in tempo a tirarsi indietro.
Nora e Matteo sono catturati da Sato, avendo la conferma che il detective lavora per Choak. Sato spara a Matteo, dopodiché Nora direziona il laser di upload contro il detective, provocandogli uno squarcio in petto che lo uccide. Nora purtroppo non fa in tempo a salvare Matteo, morto prima che potesse uploadarlo su Lake View, dove nel frattempo ha deciso di farvi ritorno Ingrid, senza sapere che il Nathan con cui ha parlato è in realtà la copia.

## Fragola
- Titolo originale: Strawberry
- Diretto da: Jeffrey Blitz
- Scritto da: Alison Brown, Greg Daniels e Izzy Kadish

### Trama
Nathan e Nora iniziano il loro viaggio per restituire alle rispettive famiglie le anime di chi ha dato la vita per Freeyond. La prima famiglia a cui fanno visita è quella di Bill e Cheyenne, una coppia di contadini convinta che i responsabili della perdita dell'amato figlio siano i luddisti. Nora si sente punta nel vivo, ma Nathan le impedisce di discutere con i contadini, memore dell'accoglienza con tanto di fucile che avevano ricevuto. Aleesha è promossa a IA manager, incaricata della formazione delle nuove reclute, il che significa abbandonare il ruolo di angelo di Luke. Questi comincia a sostituire i suoi ricordi tristi con vacui cartoni animati, così Aleesha decide di tornare al suo servizio.
Choak è convinto di aver visto Nathan nel mondo reale, mentre si trovava in riunione nella sede di Freeyond, ma il suo angelo sottolinea che il ragazzo non avrebbe mai potuto lasciare Lake View. Ingrid si è ben presto accorta che il Nathan a Lake View è un duplicato. Siccome il nuovo Nathan ha perso la memoria sulle ultime traversie della loro relazione, Ingrid recita il ruolo della fidanzata fedele e senza macchie per riconquistarlo. Tuttavia, è la stessa Ingrid a decidere di essere onesta e raccontare la verità al clone di Nathan, ricevendo inaspettatamente la sua stima per essersi sottoposta a questa prova estenuante con la tuta nella vasca da bagno.
I due giorni trascorsi nella fattoria di Bill e Cheyenne permettono a Nathan e Nora di sperimentare come potrebbe essere la loro vita nel mondo dei vivi, apprezzando ancora di più le piccole cose, in considerazione del poco tempo che hanno a disposizione. Nathan però continua a nasconderle i piccoli disturbi che il suo status di "downloadato" continua a causargli, anche se la sua volontà è lasciare che le cose vadano come devono andare, nell'attesa di capire cosa riserverà loro il futuro.

## Giorno del Cybersconto
- Titolo originale: Cyber Discount Day
- Diretto da: Tom Marshall
- Scritto da: Megan Neuringer, Greg Daniels e Izzy Kadish

### Trama
Nathan e Nora raggiungono Viv e il suo nuovo fidanzato Mauricio che vivono in una comune. Nora allestisce uno studio da remoto per poter fare qualche turno di lavoro extra e guadagnare qualcosina. A Lake View è il giorno del Cybersconto, ma Ingrid non ha fondi sufficienti per parteciparvi. Aleesha viene obbligata da Lucy a lavorare al Cybersconto, nonostante avesse preso impegni con la sua famiglia.
Nora scopre che Ingrid sta contrattando per farsi offrire la cena dello Cybersconto gratuitamente per sé e il clone di Nathan. Sulla Terra il vero Nathan incontra Ingrid in un negozio di tute, dove l'ex fidanzata lavora, vantandosi che è felice e sta vedendo nuove persone. Tornata a Lake View, Ingrid confessa al clone che non può permettersi la cena perché è diventata povera. Il clone si dice orgoglioso di quanto si stia impegnando per tenerlo a Lake View.
Il clone video-chiama Viv, la quale fa finta di non sapere che si tratta del backup del figlio che sta cenando con lei. Il vero Nathan inizia a sanguinare copiosamente dal naso.

## Dottor Download
- Titolo originale: Download Doctor
- Diretto da: Tom Marshall
- Scritto da: Farhan Arshad, Greg Daniels e Izzy Kadish

### Trama
Nora porta Nathan da un medico a San Francisco, dove si trovano anche Lucy e Aleesha che devono partecipare a un meeting di Horizen. Il dottore consegna dei farmaci a Nathan, con la raccomandazione, se non dovessero fare effetto, di ripetere l'upload. Aleesha suggerisce un piano di svecchiamento di Lake View per provare a conquistare nuovi target. Luke ha urgente bisogno di fondi per potersi mantenere a Lake View, così gli viene suggerito da una Due Giga di farsi assumere in un call center segreto nella Zona Grigia. Choak non ha prove che Nathan sia stato da vivo alla Freeyond, ordinando un aumento della sicurezza in vista di una nuova riunione importante.
Nathan chiede aiuto alla sua ex fidanzata Holden che lavora in uno studio legale. Ingrid e il clone di Nathan si avventurano in un piano segreto di Lake View. Ingrid salva il clone da un tentativo di hackeraggio. Aleesha conosce Karina, un pezzo grosso di Horizen, ammirata della sua idea di rinnovare Lake View. Le due donne iniziano una relazione sessuale, inducendo Aleesha a trattenersi a San Francisco. Choak si accorge di essere stato estromesso dalla riunione, così chiede di essere downloadato per potervi partecipare.

## Operazione di salvataggio
- Titolo originale: Rescue Mission
- Diretto da: David Rogers
- Scritto da: Stephanie M. Johnson, Greg Daniels & Izzy Kadish

### Trama
Bruno, il cane di Holden, ha ingoiato le pillole di Nathan. Luke finisce nei guai per aver tentato di vendere un concierge a un boss malavitoso della Zona Grigia, così video-chiama Nathan, senza sapere che alla conversazione si sarebbe unito anche il clone. Nora rientra a Lake View per correre ai ripari, presentandosi al clone come il suo vecchio angelo; nel vederli insieme Ingrid è preda di una forte gelosia che la induce ad abbandonare la realtà virtuale. Karina mostra ad Aleesha l'esperimento di downloadare la memoria di un umano in un clone, per poi effettuare l'upload.
Nathan incontra il proprio clone a Lake View, con l'obiettivo di unire le forze per salvare Luke. Il boss accetta di lasciare libero Luke, in cambio di uno dei due Nathan. Nora scopre da Holden che le pillole prescritte dal dottore a Nathan non hanno alcun effetto particolare, trattandosi di normalissimi farmaci da banco. Tornata nella casa in cui erano stati ricevuti, Nora scopre che non ci abita nessun medico. Ingrid riprende la vita sociale, ma la sua amica Mersaydeez le rimprovera che questa nuova fase finirà come al solito, cioè con il suo ritorno tra le braccia di Nathan. In effetti, è proprio quello che succede, con Ingrid nuovamente a Lake View in collegamento con la tuta nella vasca da bagno.
I due Nathan sono riusciti a gabbare il boss, consegnandogli un terzo Nathan che in realtà non esiste, dato che quello vero si trovava in biblioteca sulla Terra. Nora è inseguita da alcuni uomini trovati a casa del dottore, finendo braccata senza possibilità di fuga. Successivamente, la ragazza si risveglia a Lake View, dove una voce le comunica che è stata fortunata a ricevere l'upload.

## Furti di memoria
- Titolo originale: Memory Crackers
- Diretto da: Alberto Belli
- Scritto da: Owen Daniels, Greg Daniels e Izzy Kadish

### Trama
Viv riceve un pacco contenente l'hard disk di Choak, spedito da Ivan a Nathan, il quale raccomanda alla madre di conservarlo con cura e frenare ogni tentazione di distruggerlo. Nora ignora di non essere morta, e quindi uploadata a Lake View, mentre invece è tenuta in ostaggio da Karina per aver ficcanasato negli affari loschi di Horizen. Appurato che la ragazza sa molto poco, il presidente di Horizen Miro Mansour ne ordina il rilascio. Ingrid è delusa perché il clone di Nathan, dopo aver scoperto di essere una copia, non vuole più saperne nulla di lei. 
Nathan, il clone e Nora cancellano tutti i ricordi di Choak dall'hard disk. Durante il lavoro Nathan e il clone si interrogano reciprocamente su chi tra loro due avrebbe più chance di successo con Nora. Tra i ricordi di Choak spunta una delle riunioni segrete con Mansour e gli altri esponenti delle società di upload. Nora riconosce Karina come la segretaria particolare di Mansour, avendola vista durante il sequestro nella finta Lake View. Una Ingrid ubriaca prende atto che, da quando conosce Nora, Nathan è cambiato e non apprezza più le ragazze "modelle" come lei.
Uno dei ricordi di Choak porta a una dolorosa scoperta per Ingrid, poiché si vede suo padre  	Oliver dire che sarebbe stato meglio se anche lei si fosse trovata in macchina con Nathan al momento dell'incidente mortale. Nora rischia di cedere alle lusinghe del clone, ma si rende conto che è sempre innamorata del vero Nathan. Allo stesso tempo, il clone prende atto che il suo destino è con Ingrid.

## Il giorno dell'Upload
- Titolo originale: Upload Day
- Diretto da: Sarah Boyd
- Scritto da: Maxwell Theodore Vivian, Greg Daniels e Izzy Kadish

### Trama
Il giorno del nuovo upload di Nathan è arrivato e Nora vorrebbe assaporare ogni attimo rimasto. Holden li avverte che le prove raccolte contro Choak sono inammissibili e la loro unica speranza è rappresentata da un potenziale supertestimone, un dirigente pentito di Horizen che sarebbe pronto a rivelare la verità. Ingrid indossa i panni di Nora per avere la conferma che il clone è innamorato di lei, ma viene prontamente richiamata ai suoi doveri di angelo. Aleesha presenta Karina a Luke per sentire il suo parere.
Nora comunica a Nathan che Holden vuole offrirle un lavoro nello studio legale, pagandole la scuola serale per diventare avvocato. Ingrid-Nora sistema due colleghi maschi per essere stata definita "peso morto", oltre ad aver sentito battute sessiste di cattivo gusto. A fine giornata Ingrid e il clone hanno la certezza che sono fatti per stare insieme. Luke dà la sua approvazione a Karina, invitando Aleesha a sfruttarla per scalare le gerarchie in Horizen. Non appena congedata Aleesha, Luke apprende che il suo abbonamento a Lake View è scaduto.
Il supertestimone arriva nello studio legale. Si tratta del Dottor Kapoor, colui che prescrisse le pillole fasulle a Nathan. Questo dà a lui e Nora la conferma che le perdite di sangue dal naso non erano dovute a problemi del download, quindi non è necessario effettuare l'upload. Nello stesso momento, il Dottor Kapoor rimane vittima di un'esplosione orchestrata dallo stesso uomo asiatico visto da Nora quando si era recata la seconda volta a casa del dottore.

## In carne e ossa
- Titolo originale: Flesh and Blood
- Diretto da: Sarah Boyd
- Scritto da: Greg Daniels, Izzy Kadish e Marcelina Chavira

### Trama
Mentre è iniziato il processo contro Horizen, Nathan vuole fare il grande passo con Nora e chiede a Luke di fargli da testimone. Siccome Nathan non può deporre in tribunale, dato che il suo cervello da ex upload è ancora sotto la proprietà di Horizen, Holden ritiene fondamentale riuscire a chiamare alla sbarra Ingrid per collegare Choak ai crimini commessi. Quest'ultima riceve la proposta di matrimonio dal clone, però rifiuta perché il momento fatidico non si è svolto come lei ha sempre sognato. Aleesha inizia a vedere la vera natura di Karina, ma teme che lasciandola subirebbe gravi conseguenze.
Ingrid si contraddice nella sua testimonianza, parlando di Nathan come del suo ex fidanzato, per poi dire che le cose tra loro stanno andando a gonfie vele, riferendosi ovviamente al clone. Luke sguinzaglia i Due Giga, lasciandoli liberi di scorrazzare per Lake View, così da costringere Karina ad accorrere per risolvere la situazione. In questo modo Aleesha riesce a prelevare informazioni scottanti da Karina per vincere la causa contro Horizen, costringendo la società a patteggiare generosi risarcimenti ai familiari delle vittime. Ingrid riceve una nuova proposta di matrimonio dal clone che, stavolta, accetta.
Nonostante la vittoria, Nathan e Nora non sono contenti dell'esito del processo, dato che i documenti sottratti a Karina saranno secretati e non è stata presa alcuna decisione concreta per quanto riguarda gli upload. Aleesha è convocata con urgenza nell'ufficio di Karina, lasciando presagire gravi conseguenze per il suo lavoro. Nathan è arrestato da due uomini di Horizen, con la scusa di essere stato trovato senza carta d'identità. La società decide di distruggere tutti i duplicati degli upload, compreso il clone di Nathan. Quando quest'ultimo si collega per la prima volta con i propri cari, Nora e Ingrid non sanno se stanno parlando con il vero Nathan oppure con il clone, ma soprattutto chi dei due è stato eliminato.